# Brno-Komín
Brno-Komín je městská část na severozápadě statutárního města Brna. Je tvořena městskou čtvrtí Komín (německy Komein), původně samostatnou obcí, která byla k Brnu připojena v roce 1919. Její katastrální území má rozlohu 7,60 km². Samosprávná městská část vznikla 24. listopadu 1990. Žije zde přibližně 8000 obyvatel.
Rozkládá se na levém břehu Svratky. Pro účely senátních voleb je území městské části Brno-Komín zařazeno do volebního obvodu číslo 60.
Komín má charakter spíše menšího města s jasně patrnými pozůstatky původní vesnické zástavby. Zástavba Komína je soustředěna v okolí Svratky a na přilehlých severních svazích, zbytek plochy katastru tvoří především orná půda, lesy a také dráhový systém Letiště Medlánky. V jižní části městské části se rozkládá původní vesnické jádro Komína s kostelem sv. Vavřince, na něž na severu těsně navazuje zdejší panelové sídliště.

## Název
Jméno osady bylo odvozeno z osobního jména Koma, což byla domácká podoba jména Komoň nebo Komolec. Význam místního jména byl Komův majetek. Od podobné domácké podoby (nejspíš Komen) stejných jmen bylo odvozeno i jméno východomoravské Komně. Souvislost jména vesnice s obecným komín není možná, neboť ve 13. století, kdy je jméno Komína poprvé písemně doloženo (1240 v podobě Komyn), na Moravě komíny ještě známy nebyly.

## Historie

### Pravěk, starověk a středověk
Nejstarší archeologické nálezy dokládají osídlení už v starší době kamenné, paleolitu, přibližně 50 tisíc let př. n. l. Nálezy prvních zahloubených obydlí pravěkých zemědělců jsou datována do mezolitu, 4-8 tisíc let př. n. l. Z následujícího období se dochovala celá řada malovaných keramických předmětů denní potřeby, a také hliněné sošky žen. V době bronzové dochází již u obyvatelstva ke vzniku společenských vrstev a mezi archeologickými nálezy přibývají bronzové šperky a zbraně. V Komíně se setkává kultura od jihu pronikajícího lidu mohylových polí a od severu postupujícího lidu popelnicových polí.
V době 400 až 200 let před přelomem letopočtu obsazují území Keltové, kmen Bójů, což přináší nejen rozvoj hmotné kultury, ale i umění a obchodu. V následujících stoletích byla zaznamenána expanze germánských kmenů, Markomanů a Kvádů. Slovanské osídlení je doloženo od 5. století. V devátém století, po vzniku Velké Moravy, dochází k upevňování křesťanství, což dokládají i archeologické nálezy nezpopelněných hrobů. V desátém století se objevuje první souvislá zástavba v prostoru dnešního kostela, která se později rozšířila směrem k řece Svratce.
Ve 14. století přesunula do Brna svůj dvůr bývalá dvojnásobná královna Eliška Rejčka a postavila v Komíně románsko-gotický farní kostel svatého Vavřince. Příslušná dohoda s olomouckým biskupem je datována rokem 1324. Sto let poté, roku 1428 táhli kolem husité, obec však nedobyli, nicméně okolí vyplenili. Podle některých indicií mohla stát v té době na kopci Hausperku panská tvrz, důkazy však pro to chybí.

### Novověk

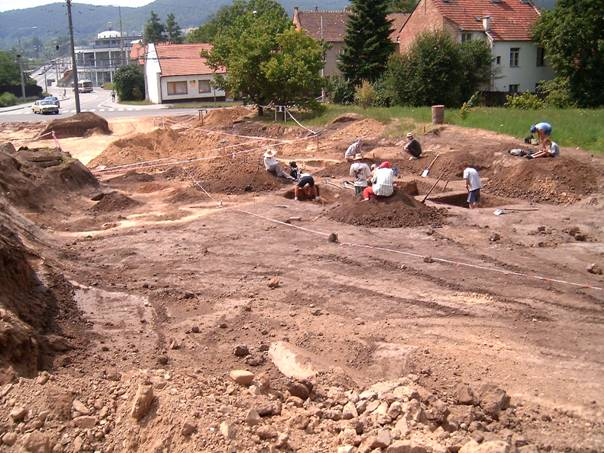
Archeologický výzkum v prostoru okružní křižovatky

S příchodem nové historické epochy postihla obyvatele Komína řada pohrom. V devadesátých letech 16. století se vyskytly nebývalé bouře, zemětřesení, neúroda a bída. Za třicetileté války, po dobu švédského obléhání v roce 1645, byla v Komíně ustájená švédská jízda. Z té doby se traduje pověst o pacholíkovi, který vyslechl poradu štábu, že pokud město nedobudou následujícího dne do poledne, obléhání zanechají a odtáhnou. Zprávu se podařilo předat obleženým, ti v nejvyšší nouzi odzvonili poledne o hodinu dříve, a tím se zachránili. Švédové sice odtáhli, ale předměstí Brna včetně Komína zůstala vypálena a vydrancována. Škola na několik desetiletí přestala existovat, vinice zpustly. Dílo zkázy dokončil mor, jehož epidemie se v Brně a okolí rozšířila roku 1648. V roce 1720 pak obec zcela vyhořela, a dlouhá léta trvalo, než znovu dosáhla ztraceného postavení. V březnu 1742 procházela Komínem linie obklíčení Brna a Špilberku prusko-saskými vojsky Fridricha II. Velikého, který už v té době stihl obsadit velkou část Moravy i Čech, jichž se snažil zmocnit na úkor Marie Terezie. Krátce na to vojska neúspěšně odtáhla a vyklidila celou jižní Moravu.
Hřbitov kolem kostela byl zrušen v roce 1836, poté, co byl založen nový, v současné poloze. Roku 1849 se komínští vykoupili z poddanosti za 4060 zlatých, 26 krejcarů a zvolili první radní a starostu obce. K roku 1890 má Komín 168 domů a 1019 obyvatel (1017 katolíků, 2 židé, 1018 Čechů, 1 Němec).

### 20. století
V roce 1909 byla v obci otevřena nová, výstavná škola, postavená podle návrhu akademického architekta Antonína Blažka z Králova Pole. Podle návrhu téhož autora byl v letech 1911-1913 přestavěn také komínský kostel. V oné době byl Komín prakticky výhradně rolnickou vsí, kromě zemědělství zde fungovala pouze výrobna likérů.
První světová válka, v letech 1914-1918, znamenala pro obyvatele povinnost narukovat a účastnit se bojů. Oběti války připomíná pomník, který stojí v parčíku mezi školou a kostelem. Po vzniku ČSR došlo 16. dubna 1919 k připojení okolních obcí k Brnu, čímž bylo v Brně dosaženo převahy česky mluvícího obyvatelstva. Připojení se týkalo i obce Komín. Tehdy téměř celý jeho současný katastr tvořil obec Komín, jihovýchodní část katastru s ulicí Štursovou a některými pozemky dnešního SOÚ Spojů náležela k obci Žabovřesky a jihozápadní část katastru k obci Jundrovu; ke Komínu naopak náležely i některé okrajové části moderního katastru Bystrce, zahrádky a část lesa na severu moderního katastru Jundrova a nejsevernější část moderního katastru Medlánek. Roku 1923 byla na místě bývalého mlýna, který zde stál již od středověku (v letech 1674–1692 v něm fungovala papírna), postavena podle návrhu Ing. Petra malá vodní elektrárna. Do postavení Brněnské přehrady fungovala jako průtočná, později jako vyrovnávací, a jednalo se o jednu z prvních instalací Kaplanovy turbíny (2x 100 kW). 
Ke konci druhé světové války bojovala Rudá armáda s německou armádou i v prostoru Komína. Již 26. dubna 1945 byl prostor Komína osvobozen, i když zbytky Němců se ještě ukrývaly v místě komínských zmol. Vojáci Rudé armády, padlí při osvobozeneckých bojích této části Brna, byli pochováni na čestném pohřebišti na Hausperku, přejmenovaném na Ruský vrch.
V roce 1947 byla do Komína prodloužena tramvajová trať. V 70. letech došlo v Komíně dle návrhu architekta Františka Kopřivíka k výstavbě panelového sídliště (včetně zajištění obsluhy trolejbusovou dopravou) a v souběhu s řekou byla vybudována kníničská radiála. Obec tím rychle ztratila svůj vesnický charakter. V devadesátých letech, po změně politických poměrů, se tvář obce zlepšila díky celkové rekonstrukci komínského náměstí a z iniciativy skupiny obyvatel byl obnoven hřbitov, zrušený v rámci výstavby sídliště. V roce 1997 byla podle návrhu zlínského Kovoprojektu postavena na Jundrovské ulici nová trolejbusová vozovna. Součástí stavby bylo i mimoúrovňové křížení s kníničskou radiálou. Z nejasných důvodů však tato křižovatka nebyla nikdy dokončena – chybí na ní nájezdové rampy pro odbočení z/do Komína a Jundrova, dokonce ani tramvajové těleso nebylo nikdy v rámci prováděných rekonstrukcí přeloženo do příslušného mostního pole. Absence ramp značně komplikuje dopravu uvnitř Komína a představitelé městské části marně vyvíjejí tlak na město, aby most dokončilo.

## Přírodní poměry

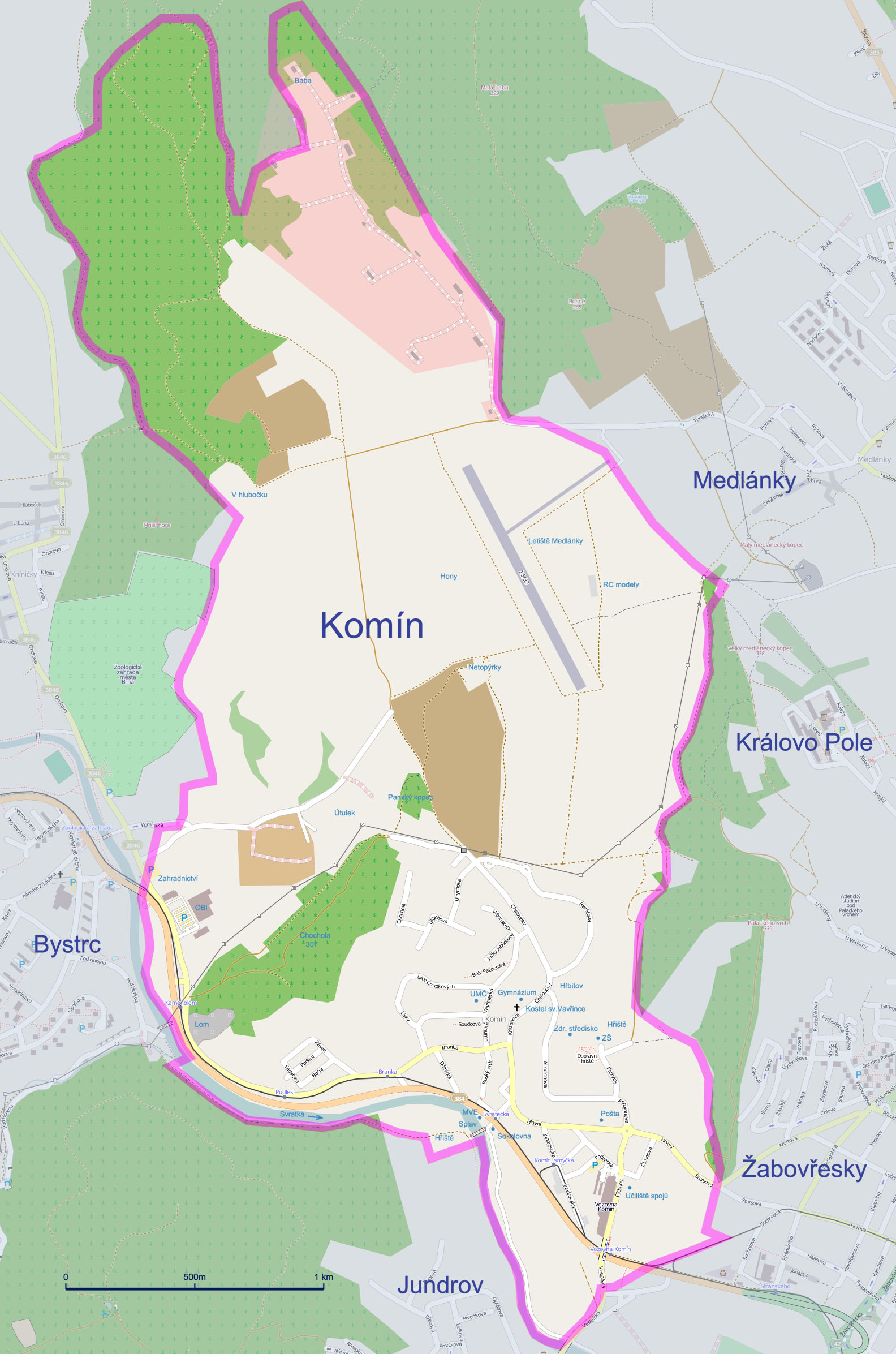
Plán Brna-Komína

Od jihozápadní hranice, která je vymezena řekou Svratkou a za níž se strmě zvedají zalesněné kopce s vrcholem Holedná, stoupá terén na levém, komínském břehu pozvolna směrem na sever. Komín pak tvoří přirozenou kotlinu ohraničenou Mniší horou, kde sídlí ZOO Brno, jižním okrajem přírodního parku Baba, přírodní památkou Medlánecké kopce a Palackého vrchem (339 m), na který na jihu opět navazuje svratecká niva o nadmořské výšce cca 210 m. Uvnitř této kotliny se zvedá nevýrazný hřbet v ose Chochola (307 m), Panský kopec a přírodní památka Netopýrky. Další přírodní památkou je prostor Letiště Medlánky. V těsném sousedství původního vesnického centra se pak nachází osamocená vyvýšenina Ruský vrch (dříve zvaná Hausperk).

## Obyvatelstvo
| 1869 | 1880 | 1890  | 1900  | 1910  | 1921  | 1930  | 1950  | 1961  | 1970  | 1980  | 1991  | 2001  | 2011  | 2021  |
| ---- | ---- | ----- | ----- | ----- | ----- | ----- | ----- | ----- | ----- | ----- | ----- | ----- | ----- | ----- |
| 809  | 931  | 1 019 | 1 319 | 1 846 | 1 951 | 2 317 | 2 429 | 2 262 | 2 575 | 8 180 | 7 827 | 7 251 | 7 457 | 7 984 |

## Znak
V modrém poli se nachází vlevo stříbrný vinařský nůž vpravo stříbrný srp. Mezi těmito nástroji se na ose v horní polovině štítu nachází bílá růže, která je zobrazena ještě pětkrát při okraji v dolní části štítu.

## Doprava
Spojení se středem města zajišťuje Dopravní podnik města Brna prostřednictvím tramvajových linek č. 1 (spojuje Bystrc a Řečkovice), 3 (spojuje Bystrc se Židenicemi) a 10 (spojuje Komín, někdy i Bystrc se Stránskou skálou nebo Líšní). 
Spojení s centrem zajišťuje taktéž trolejbusová linka č. 36, která obsluhuje komínské sídliště. Druhá komínská trolejbusová linka č. 30 spojuje Bystrc s vlakovým nádražím v Králově Poli.
Se zbytkem města Komín taktéž spojují i autobusové linky, okružní č. 44 a 84, se které zajíždí například k autobusovému nádraží Zvonařka, pak linka 67 jedoucí z Jundrova do nákupních středisek NC Královo Pole a Avion Shopping Park, školní č. š88, obsluhující školy v okolí Bystrce, Komína, Jundrova a Žabovřesk, a také noční linky č. N89, N92, N93 a N98. Sídliště obsluhuje linka N93 (spojuje Komín, centrum a Útěchov, případně i Vranov).

## Školství
V Komíně se nachází Základní škola a Mateřská škola Brno, Pastviny 70, Základní umělecká škola Pavla Křížkovského a Střední škola informatiky.

## Osobnosti

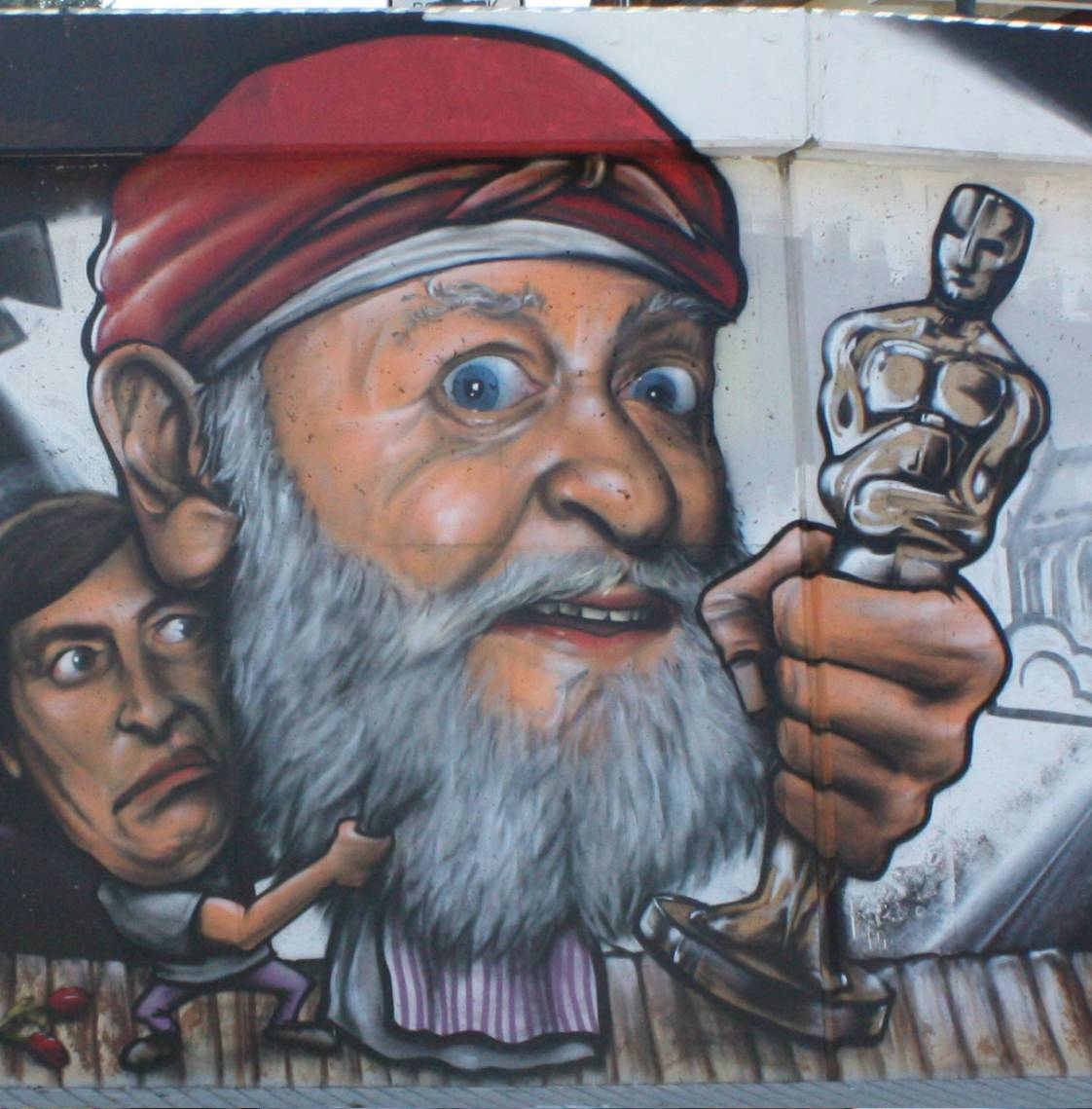
Pecha na grafiti v Komíně

- Iva Bittová (* 1958), herečka, zpěvačka a houslistka
- Pavel Blatný (1931–2021), klavírista, hudební skladatel, dirigent a pedagog
- Jindřich Čoupek (1918–1942), československý voják, příslušník výsadku Bivouac
- J. H. Krchovský (* 1960), básník a hudebník
- Adam Ondra (* 1993), lezec a olympionik
- Jiří Pecha (1944–2019), divadelní a filmový herec
- Alena Schillerová (* 1964), bývalá ministryně financí a místopředsedkyně vlády za ANO

Traduje se, že do Komína chodíval mnohostranný umělec Jiří Mahen, básník Vítězslav Nezval zde při procházkách mohl najít inspiraci ke slavné básni Na břehu řeky Svratky, z centra Brna pěšky vyrážel na komínské hody hudební skladatel Leoš Janáček, o půlstoletí později zde zase tančíval v kroji známý silák a recesista Franta Kocourek.
Při letecké nehodě v Komíně tragicky zahynul legendární hokejista Jaroslav Jiřík.

## Fotogalerie

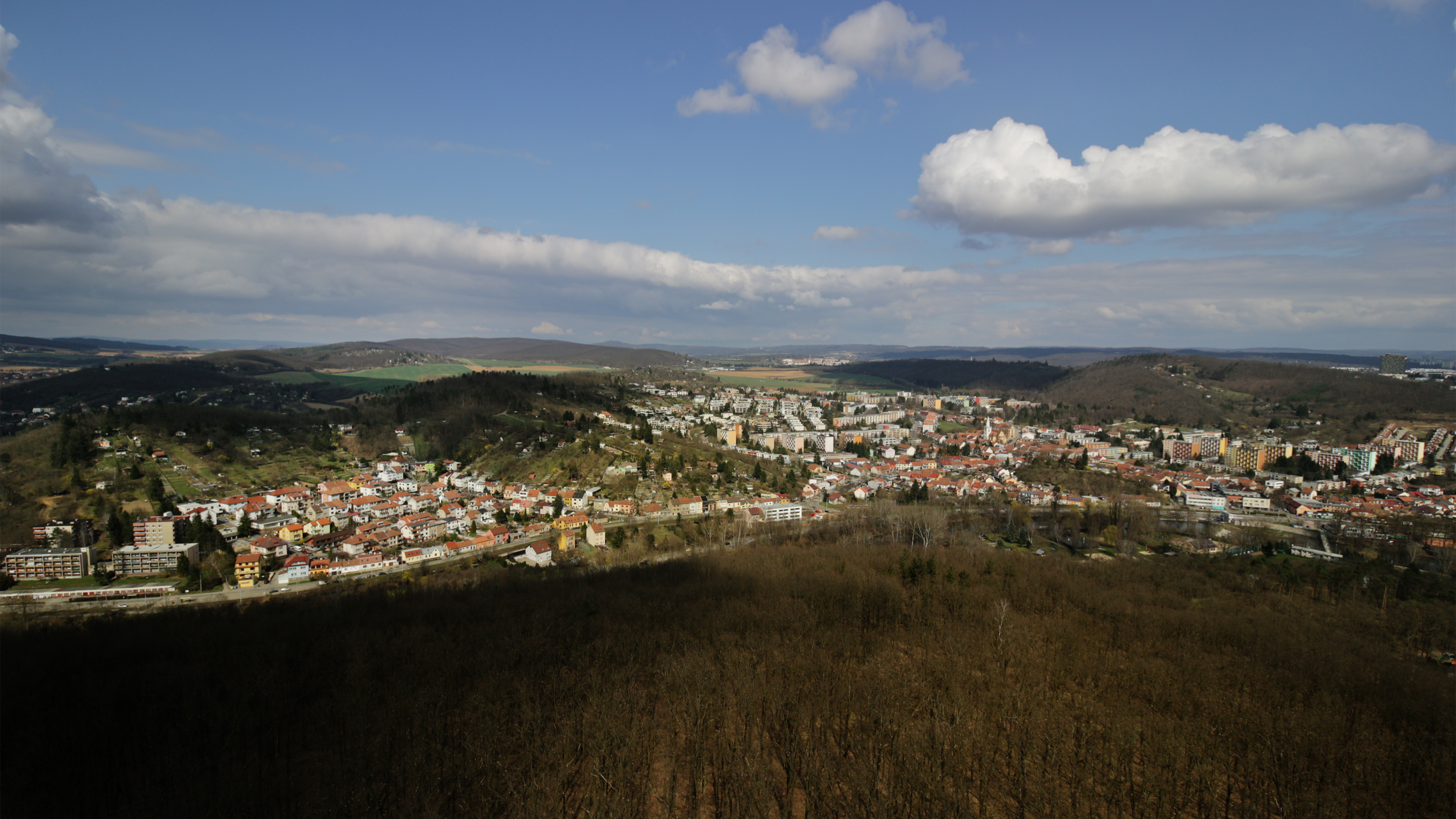
Pohled na Komín z rozhledny Holedná
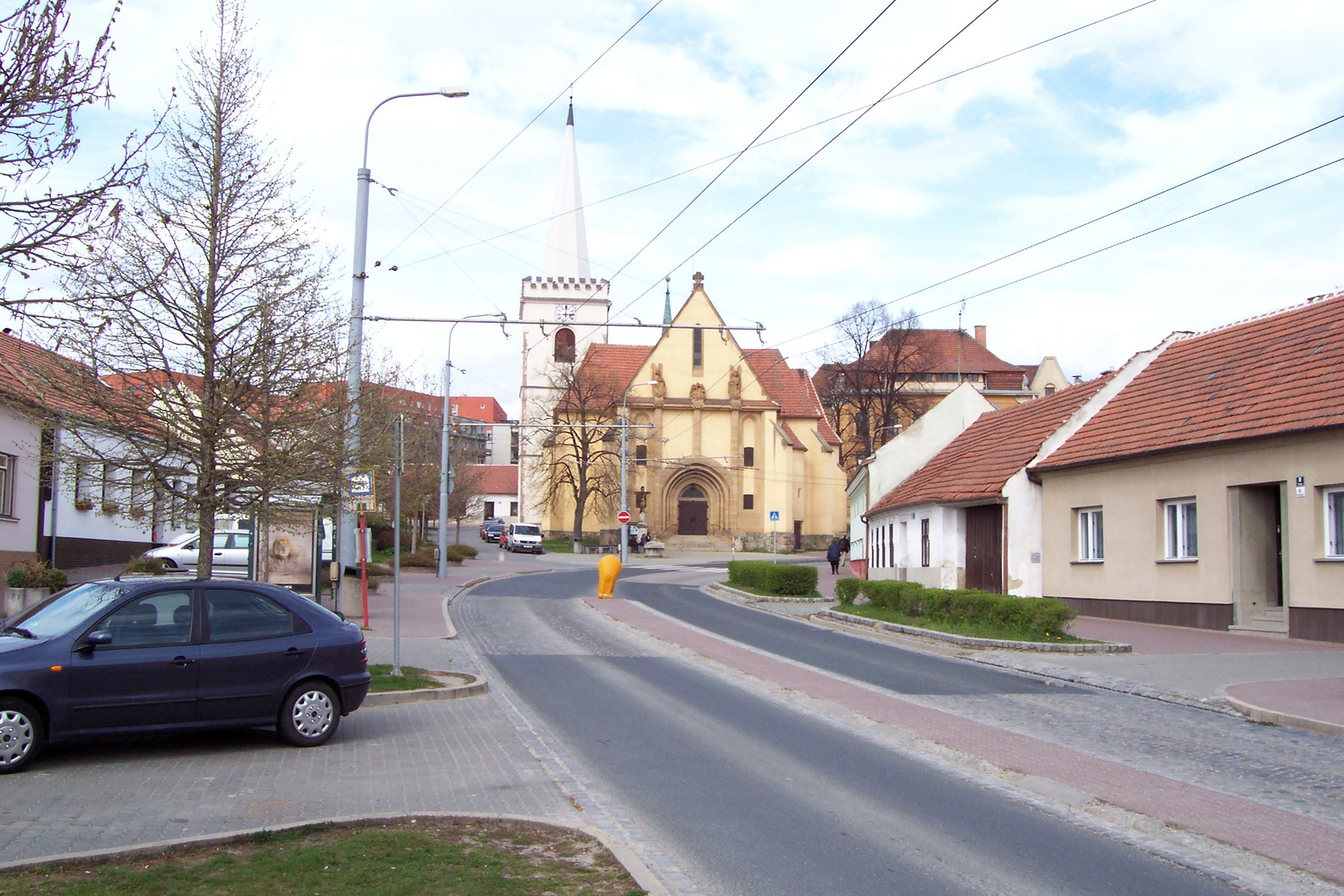
Pohled na kostel svatého Vavřince s přilehlým okolím
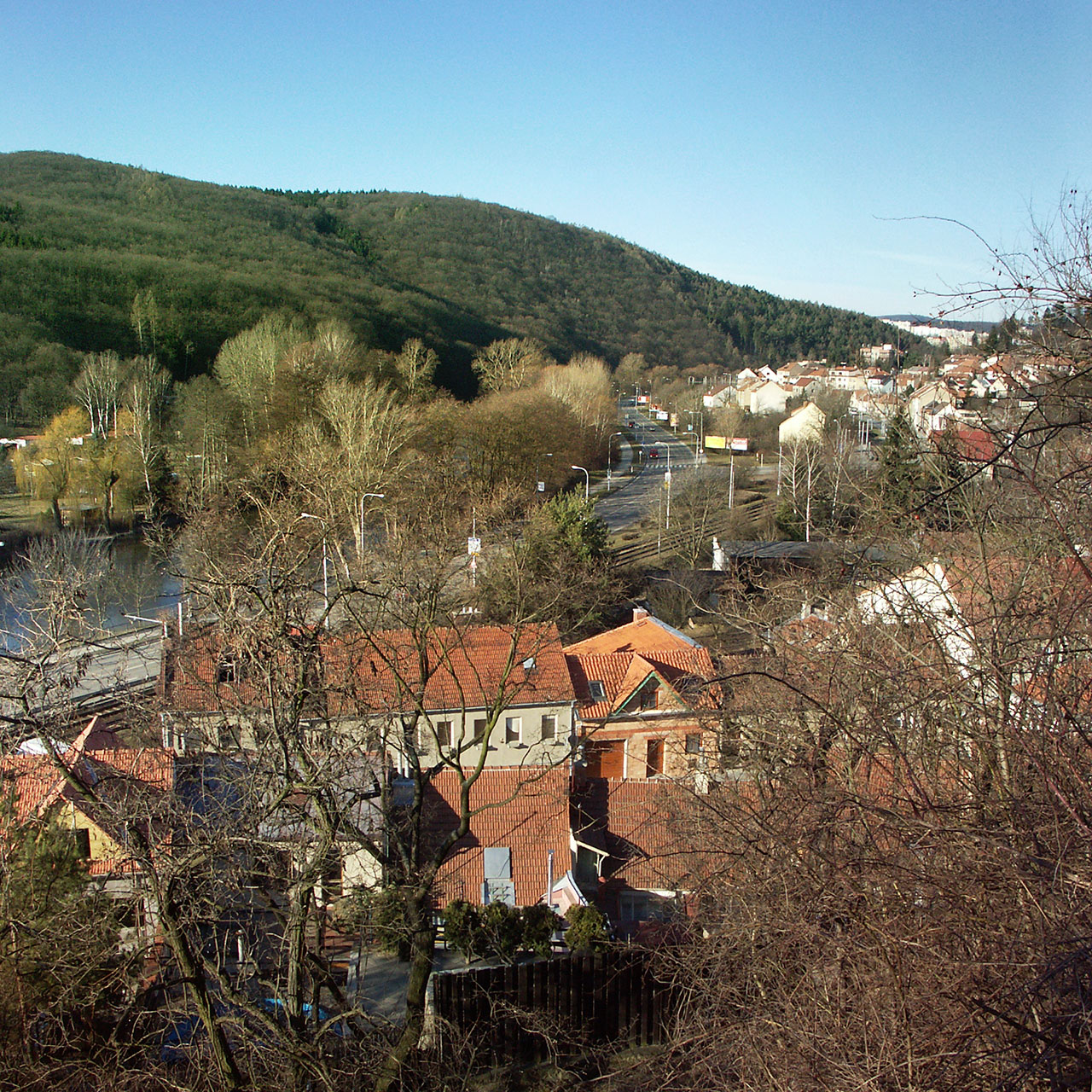
Pohled komínským svrateckým údolím na severozápad
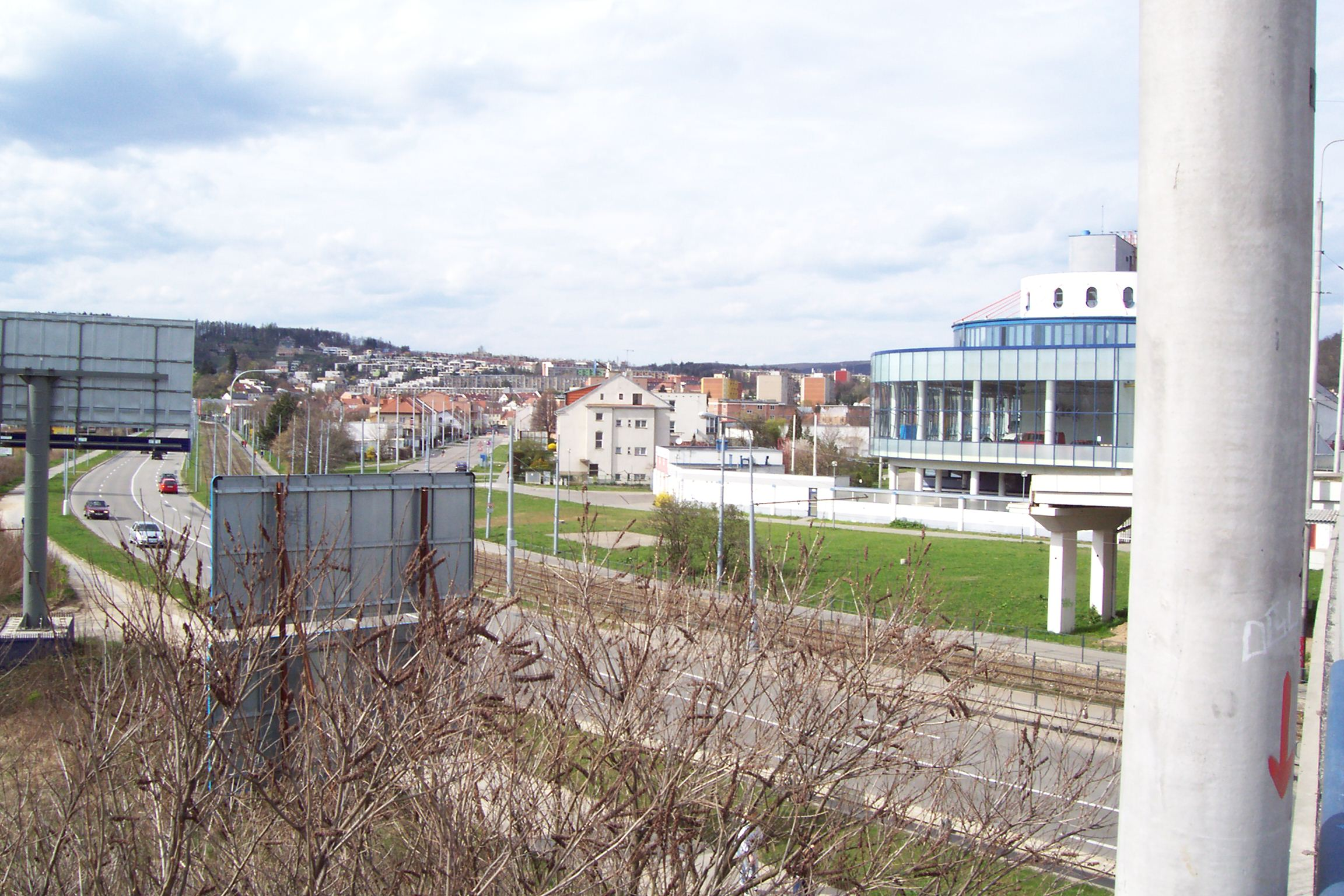
Komín od jihovýchodu (od vozovny)
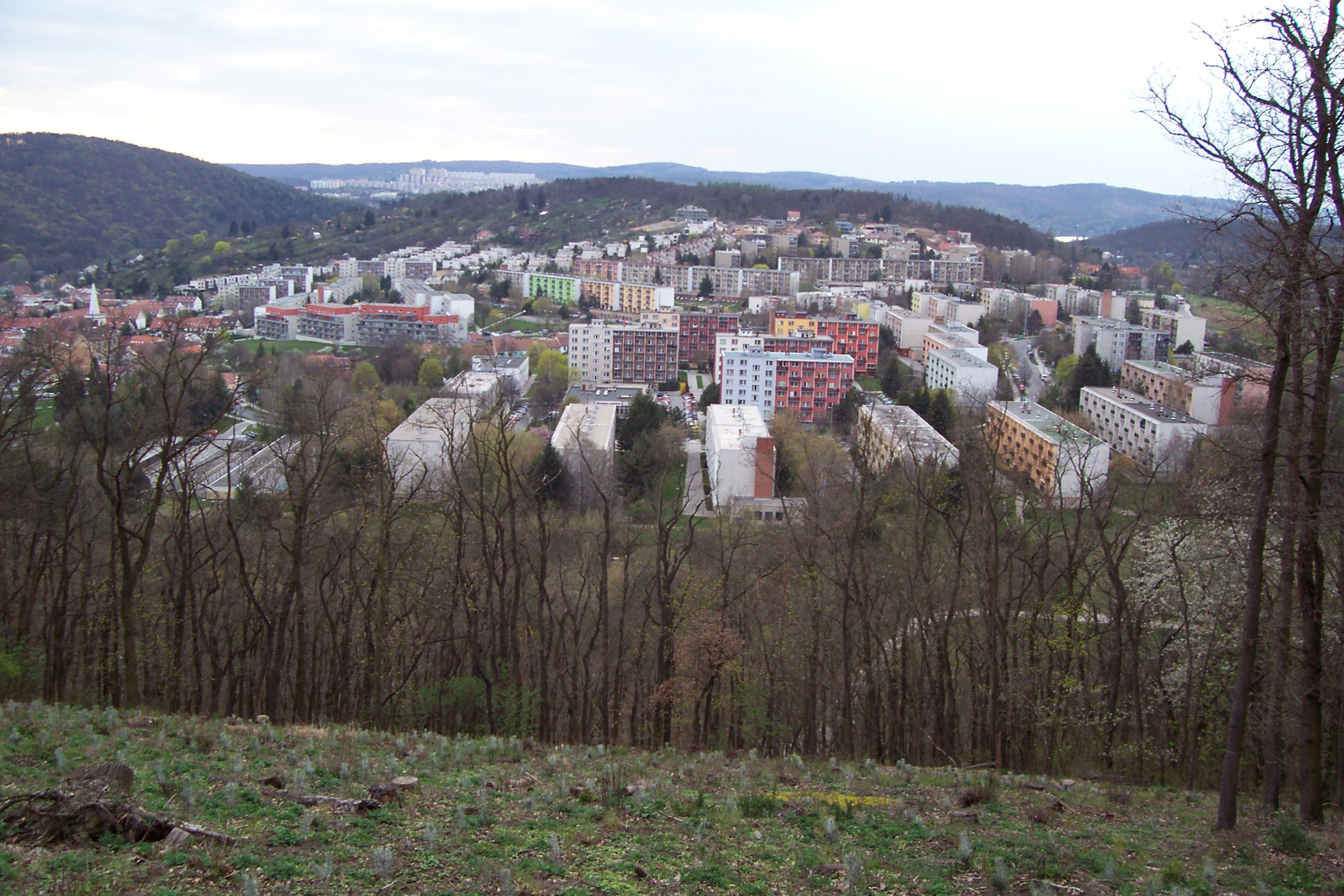
Sídliště v severní části Komína
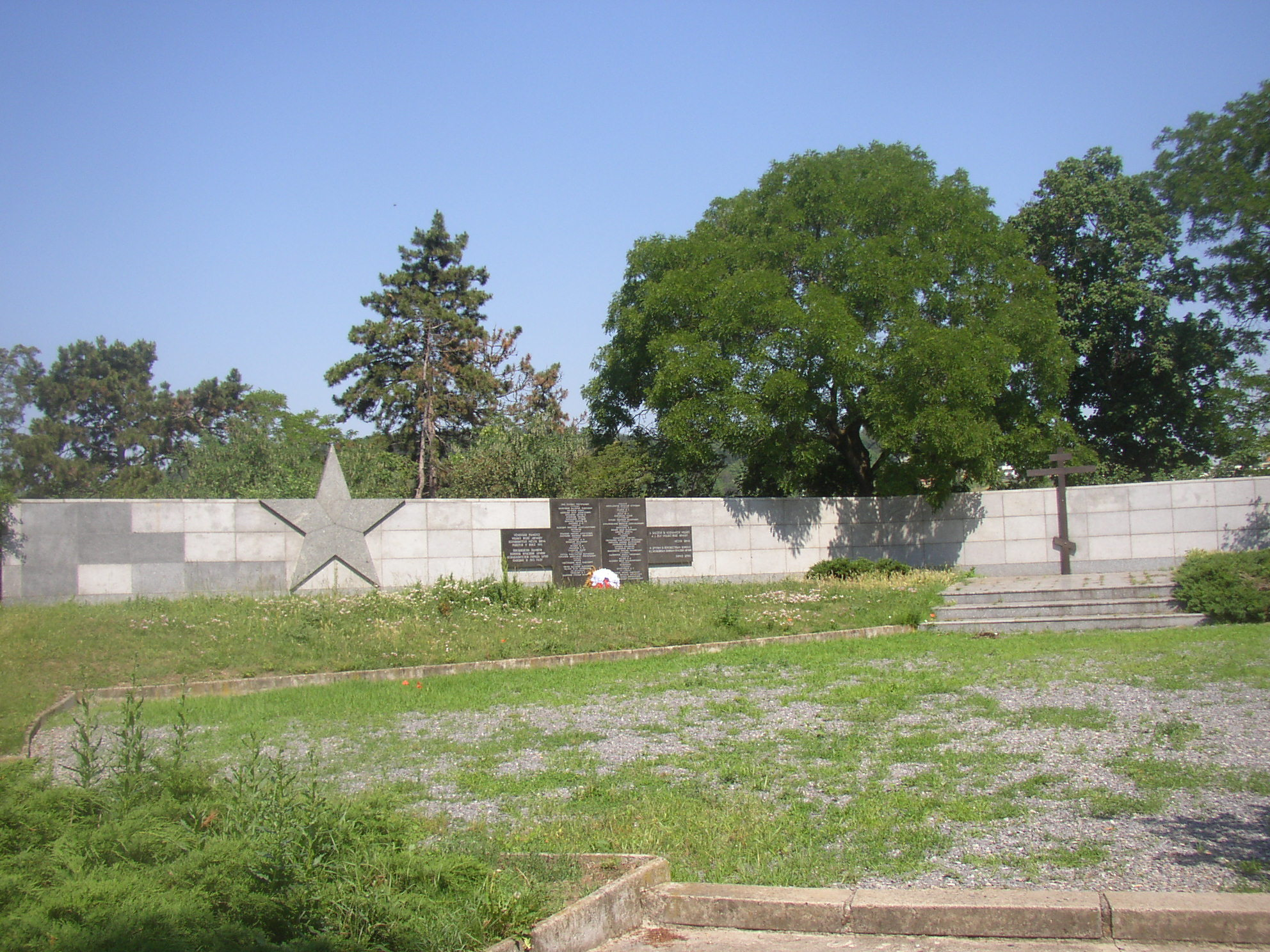
Pomník padlým vojákům Rudé Armády na Ruském vrchu
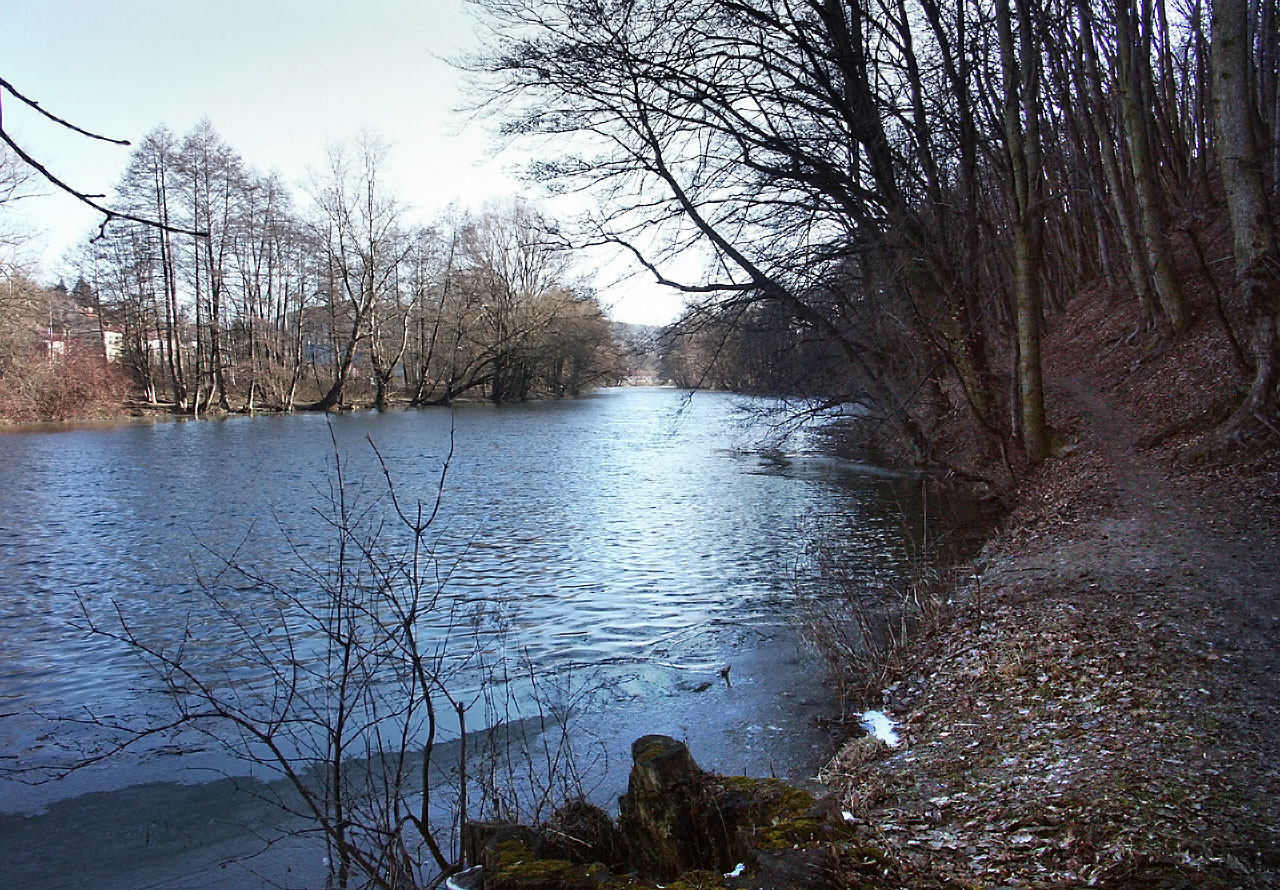
Svratka v Komíně
Jez na Svratce s malou vodní elektrárnou
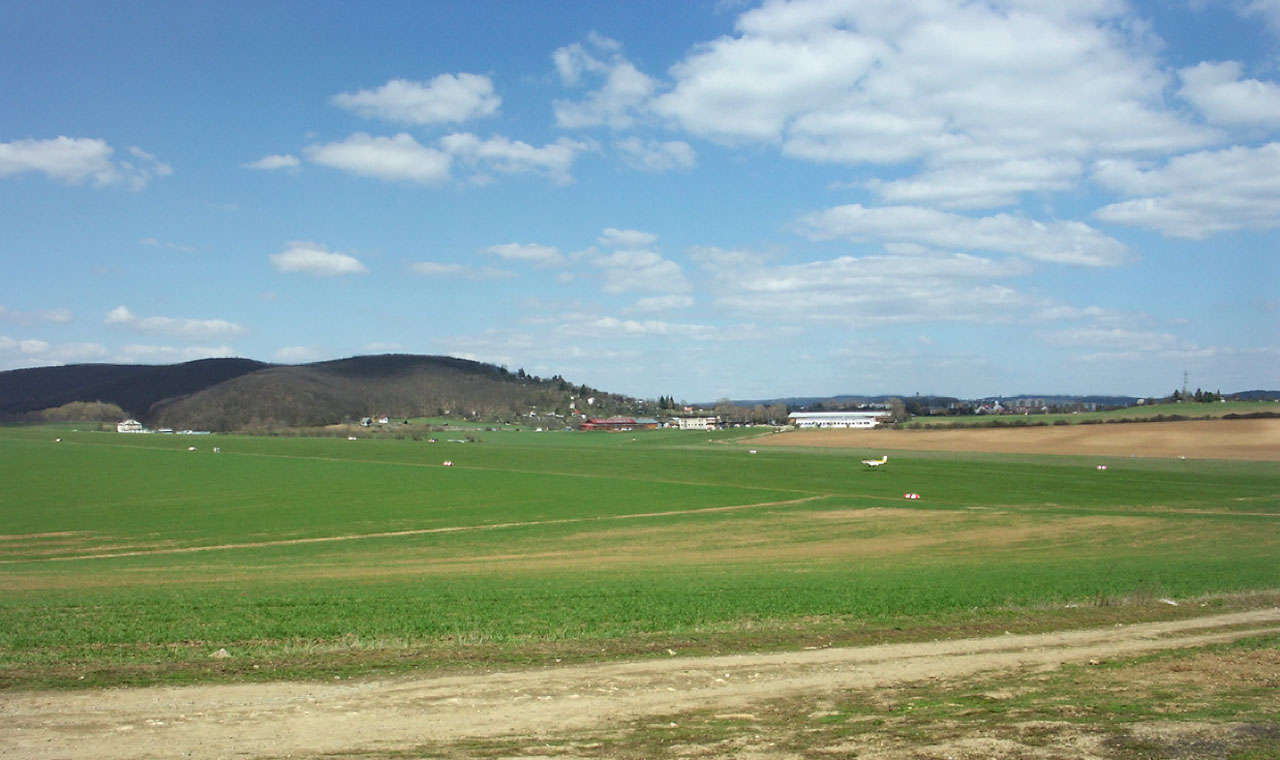
PP Baba, Medlánecké kopce a letiště na pozadí komínských polí